# 河口乡 (岚县)
河口乡，是中华人民共和国山西省吕梁市岚县下辖的一个乡镇级行政单位。2021年5月28日，撤销河口乡，整建制并入岚城镇。

## 行政区划
河口乡下辖以下地区：
河口村、寨上村、后子坪村、山阳会村、栗家村、范家口村、圪达底村和王家村。